# Neville's Cross
Neville's Cross est un lieu dans le comté de Durham en Angleterre, où Lord Percy battit et fit prisonnier David II, roi d'Écosse (1346). 15 000 Écossais périrent dans cette bataille ; le roi fut fait prisonnier avec toute sa noblesse.

## Référence
Cet article comprend des extraits du Dictionnaire Bouillet. Il est possible de supprimer cette indication, si le texte reflète le savoir actuel sur ce thème, si les sources sont citées, s'il satisfait aux exigences linguistiques actuelles et s'il ne contient pas de propos qui vont à l'encontre des règles de neutralité de Wikipédia.